# Rourea thomsonii
Rourea thomsonii är en tvåhjärtbladig växtart som först beskrevs av Bak., och fick sitt nu gällande namn av C.C.H. Jongkind. Rourea thomsonii ingår i släktet Rourea och familjen Connaraceae. Inga underarter finns listade i Catalogue of Life.